# Armata z Huty Bankowej
Armata z Huty Bankowej – polska armata odprzodowa, opracowana i wykonana w lutym 1863 roku dla oddziałów powstania styczniowego; wykonano ją w Hucie Bankowej w Dąbrowie Górniczej. Broń trafiła do oddziału Antoniego Jeziorańskiego i była wykorzystywana bojowo 24 lutego 1863 r. w bitwie pod Małogoszczem.

## Historia

Armata ładowana od przodu

Nocą z 6 na 7 lutego 1863 r. oddział Apolinarego Kurowskiego wygrał bitwę w Sosnowcu, co przyczyniło się do przejęcia przez powstańców kontroli nad dużą częścią Zagłębia Dąbrowskiego, tzw. trójkąta granicznego. Na terenie tym znajdował się przemysł, który postanowiono wykorzystać do produkcji broni dla powstańców. Produkowano tutaj nowe kosy dla kosynierów, a także rozpoczęto produkcję armat. 
Jedną z osób, która w swoich wspomnieniach zawarła informację o produkcji broni, był kapelan powstańczy ksiądz Serafin Szulc. Opisał on to w następujący sposób (pisownia oryginalna):

Kurowski (…) podążył z wojskiem do Dąbrowy. W tej górniczej osadzie zajął naczelnik kwaterę (…) Żołnierzy umieszczono wygodnie i wzięto się zaraz do robienia broni.

Teodor Cieszkowski, za odznaczenie się pod Sosnowicami mianowany pułkownikiem, został jako ranny w Dąbrowie, przeznaczony na plac-komendanta, gdzie zajął się zaraz organizacją innego oddziału. (…) sprowadził puszkarzy i zaczął lać baterię armat.

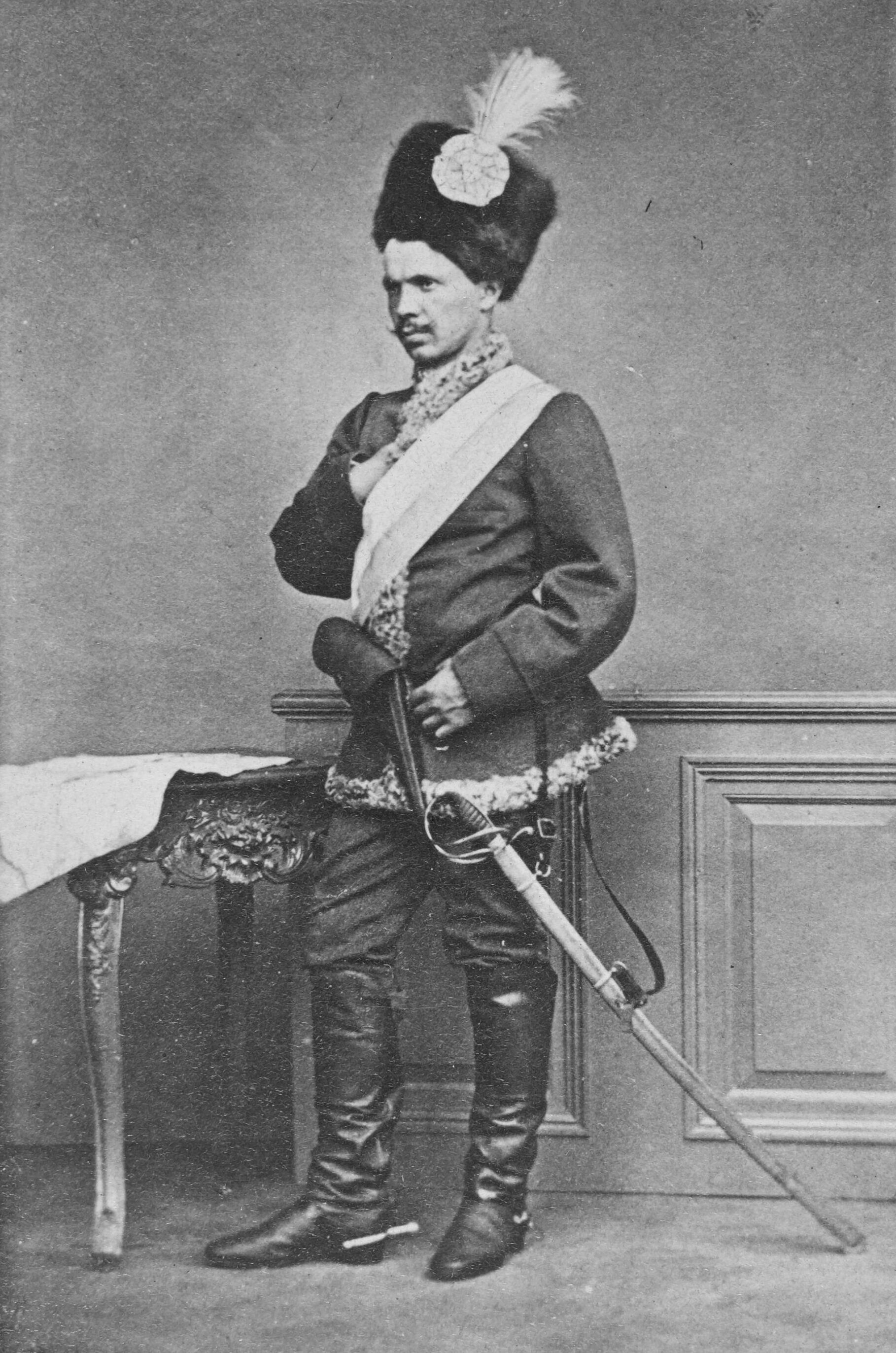
Teodor Leon Cieszkowski, organizator produkcji armat w Hucie Bankowej

W pierwotnym zamierzeniu chciano wytwarzać tutaj działa drewniane okute żelaznymi obręczami, ale z zamierzenia tego zrezygnowano. W związku z tym powstało zresztą pewne zamieszanie w literaturze. W niektórych gazetach w owym czasie pojawiały się informacje, że powstańcy wytwarzali: „drewniane armaty, obite gęsto żelaznymi obręczami, które produkowali z rur studziennych”. Inna gazeta, czyli krakowski Czas w numerze 32 z 10 lutego 1863 roku, zaprzeczała temu i wskazywała, że w prasie pojawiają się mylne informacje o „drewnianych działach które niby wiercą włościanie”.
Z zamierzenia o wytwarzaniu dział drewnianych zrezygnowano, gdy znaleziono zapasy mosiądzu. Teodor Cieszkowski w swoich raportach do Kurowskiego informował o ilości mosiądzu znajdującego się na miejscu, o dostawcach i sposobach sprowadzenia większych ilości. 
Puszkarzy, przyrządy wiertnicze oraz formy sprowadzono z pobliskiego Śląska. Przy pomocy miejscowych urzędników i hutników dość szybko rozpoczęto produkcję armat w Hucie Bankowej. O rozpoczęciu robót tych już 9 lutego donosiły pisma śląskie. Próbne strzelania odbywały się 9 i 13 lutego, a odgłosy wystrzałów słyszane były nawet w Mysłowicach. Z sześciu pierwszych wyprodukowanych dział tylko dwa wytrzymały próby strzelania. Ogółem powstańcy mogli odlać nawet kilkanaście armat.
Kres produkcji powstańczej artylerii nastąpił wkrótce po przegranej bitwie w Miechowie, która miała miejsce 17 lutego 1863 r. Po tej porażce Rosjanie szybko odzyskali zajęty przez powstańców teren Zagłębia Dąbrowskiego: 22 lutego zajęli Dąbrowę Górniczą, a 23 lutego Sosnowiec i Modrzejów.

## Użycie bojowe

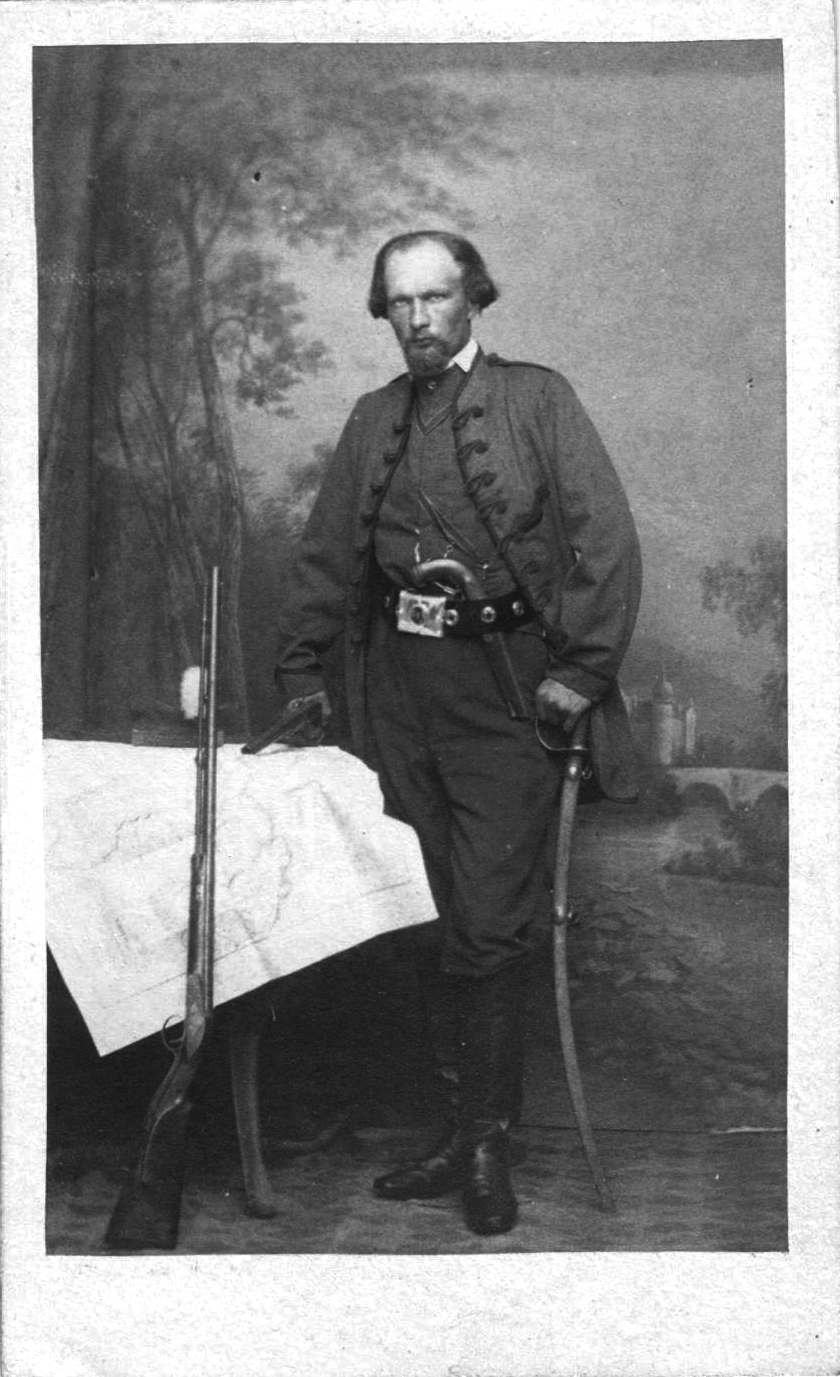
Antoni Jeziorański, dowódca oddziału powstańczego, do którego trafiły armaty z Huty Bankowej

Pierwszym i chyba jedynym oddziałem uzbrojonym w nowe armaty z Huty Bankowej był oddział Antoniego Jeziorańskiego. Nieliczne inne oddziały powstańcze też posiadały armaty, ale brak informacji, skąd one pochodziły. Jeziorański armaty otrzymał bardzo szybko. Pierwsze próbne strzelania z armat odbyły się 9 lutego, a do Jeziorańskiego dotarły one 11 lutego. Jeziorański z oddziałem stacjonował wtedy w Studziannie, oddalonej o około 180 km od Dąbrowy Górniczej. Jedyną możliwością tak szybkiego dostarczenia tej broni było wykorzystanie Kolei Warszawsko-Wiedeńskiej. Nieduża część owej linii była pod kontrolą powstańców od czasu zdobycia pobliskiego Sosnowca i tamtejszego dworca kolejowego. Pociąg tej linii wykorzystywano zresztą w ataku na Sosnowiec. Stworzono improwizowany pociąg pancerny, gdzie wagony towarowe wzmocniono podkładami kolejowymi, w których wycięto strzelnice. Linia Kolei Warszawsko-Wiedeńskiej przechodziła około kilometra od Huty Bankowej.  
O dostarczonych armatach z Huty Bankowej Jeziorański w swoich wspomnieniach wyraził się w następujący sposób (pisownia oryginalna):

Dnia 10 lutego stanąłem obozem w Sudziannie. Siły oddziału mego wynosiły 466 strzelców, 197 kawalerji, 212 kosynjerów, razem 885 ludzi. (…)
Dnia 11 lutego z fabryk Olkuskich dostarczono mi 2 armaty i 1 śmigownicę. Nie na wiele one przydać mi się mogły; jednakże straszyć można było niemi Moskali, a młodemu żołnierzowi dodać otuchy. Oddałem ją kapitanowi artylerii Wiercińskiemu. Dobrał sobie ludzi, którzy służyli już w tej broni – oddział mój powiększył się jedną bronią więcej.

W ciągu kolejnych dni Jeziorański ze swoim oddziałem przemieścił się na południe, łącząc się w Małogoszczu z oddziałem Mariana Langiewicza. 24 lutego 1863 r. doszło do bitwy pod Małogoszczem, w której używane były armaty z Huty Bankowej. Opis wykorzystania owych armat zawarł w swoich wspomnieniach uczestnik bitwy Aleksander Zdanowicz (pisownia oryginalna):

wynioślejsze wzgórze pokryte lasem, na skraju którego dwa nasze działa i jedna długa śmigownica starem żelaztwem bezustannie pluły w oczy Moskalom (...) Działa nasze celowane przez doświadczonych oficerów Dąbrowskiego z artylerii pruskiej i Wiercińskiego z artylerii moskiewskiej, dotkliwe szkody przynosiły Moskalom; za każdym strzałem widać było między nimi wielkie zamieszanie, mimo to pchano ich naprzód. Około godziny 4-tej już zabrakło amunicji, działa ucichły i tylko jeszcze śmigownica dała kilka strzałów. (…)
Wtedy bez komendy kosyniery chwycili za lawety i ściągnęli działa z pozycyi, powlekli do stawu i zatopili, gdyż nie było sposobu wyciągnąć ich na bardzo stromą górę, a innego przejścia nie było. Do śmigownicy zaprzęgli jedynego konia, który uszedł śmierci i dopomagając ciągnąć i popychając z tyłu, ocalili ją. (…)
Obrałem dobry kierunek, gdyż w wąwozie naprzeciwko zastałem Langiewicza i Jeziorańskiego wraz ze sztabem i około 300 ludzi – znalazła się tam i śmigownica, którą z radości uściskałem, jak starą przyjaciółkę.

Z powyższej relacji Zdanowicza wynika, że z bitwy pod Małogoszczem ocalono tylko jedną armatę z Huty Bankowej, czyli śmigownicę. 
Informację o dalszym losie zatopionych armat można znaleźć we wspomnieniach Ludomira Cywińskiego. Według jego wspomnień po bitwie pod Małogoszczem rosyjski generał Ksawery Czengiery powrócił triumfalnie do Kielc, wiodąc ze sobą jeńców i dwie powstańcze armaty.
Połączone jeszcze przed bitwą pod Małogoszczem oddziały Langiewicza i Jeziorańskiego działały już wspólnie, a nad całością dowodzenie objął Langiewicz. Kolejny opis używania armat w połączonym oddziale pojawia się w relacji Władysława Bentkowskiego, przy opisie bitwy pod Chrobrzem z 17 marca 1863 r. Pojawia się jednak informacja o używaniu tam dwóch armatek. Brak jednak informacji, skąd pochodziło drugie działo. W przytoczonej niżej relacji pojawia się obawa o rozerwanie armat w czasie strzału. Można by więc wywnioskować, że działa mogły być powstańczej produkcji i mogły to być armaty z Huty Bankowej, ale co do tego nie ma pewności. Bentkowski tak opisuje użycie armat podczas bitwy (pisownia oryginalna):

Podczas szykowania tych linij plątały się nam między nogami nasze dwie armatki, nie wiedząc, co ze sobą zrobić; wyprowadziłem je więc na front przed piechotą i odprzodkować kazałem, żeby zaś dodać naszym ducha, powiedziałem dowodzącemu bateryjką kapitanowi, żeby kazał dać parę razy ognia. Wymawiał się zrazu, że za daleko, że kule nie doniosą, a kiedym pomimo to nastawał, iżby huknął kilka razy, chociażby na wiatr, dla zaimponowania Moskalom, dla podniesienia animuszu u naszych, oświadczył wręcz, że strzelać z nich niebezpiecznie, bo mogłyby pęknąć. Trudno było co odpowiedzieć na taki argument; pytanie wszakże po co włóczyć taki niepotrzebny ciężar za sobą? Tak więc nasza artylerya, za całej mojej bytności w obozie Langiewicza, ani razu, chociażby na próbę tylko, ognia nie dała.

Po kolejnej wygranej bitwie pod Grochowiskami oddział Langiewicza uległ rozproszeniu i przeszedł granicę, kierując się na tereny zaboru austriackiego. Brak informacji o dalszym losie armat. 